# De Beers
De Beers (с нидерл. — «Де Бирс») —  южноафриканско-британская корпорация, которая занимается добычей, обработкой и продажей природных алмазов, а также производством синтетических алмазов для промышленных целей.
Компания была основана в 1888 году британским бизнесменом Сесилом Родсом, основными инвесторами стали лондонский банк NM Rothschild & Sons и южноафриканский алмазный магнат Альфред Бейт.
В 1926 году в совет директоров De Beers был избран Эрнест Оппенгеймер, который вместе с американским финансистом Дж. П. Морганом основал горнодобывающую компанию Anglo American. В 2011 году компания Anglo American увеличила свою  долю в De Beers до 85% выкупив 40% акций семьи Оппенгеймеров за 5,1 млрд долларов США.
С момента своего основания в конце 19 века и до начала 21-го века De Beers доля компании на рынке необработанных алмазов в мире составляла от 80 до 90%. К 2000 году доля компании на мировом рынке алмазов снизилась до 63%.

## История

#### Создание компании

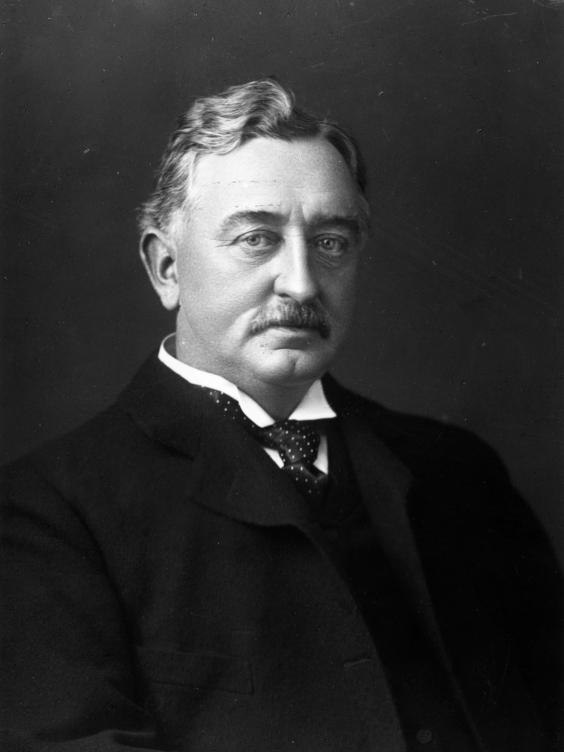
Сесил Родс основатель De Beers в 1888 году

Компания получила название «De Beers» в честь двух голландских поселенцев, братьев Дидерика Арнольдуса де Бира (1825–1878) и Йоханнеса Николаса де Бира (1830–1883), которые владели южноафриканской фермой под названием Vooruitzicht (в переводе с голландского — перспектива) недалеко от города Бошоф Оранжевого Свободного Государства. После того, как братья де Бир обнаружили алмазы на своей земле, требования британского правительства к ним стали расти, и братья были вынуждены продать свою ферму 31 июля 1871 года торговцу Альфреду Джонсону Эбдену (1820–1908) за 6 600 фунтов стерлингов. Позже на месте фермы Vooruitzicht были основаны две большие алмазные шахты Big Hole и De Beers. Так название одной из шахт впоследствии стало наименование компании.
Будущий основатель De Beers — Сесил Родс году начал свою в Южной Африке с аренды водяных насосов, которые он сдавал шахтёрам во время алмазной лихорадки, которая началась в 1869, когда недалеко от реки Оранжевой в Хоуптауне был найден алмаз весом 83,5 карата, названный «Звезда Южной Африки».
Родс расширил сферы деятельности, его компания стала обслуживать добытчиков алмазов, он занимался всем, что приносило прибыль: продажей инструментов и продуктов питания, откачкой воды из шахт — для этого он купил единственную в регионе паровую помпу. Оплатой его услуг служили найденные алмазы, паи, и доли в компаниях. Всю прибыль Родс вкладывал в скупку участков мелких горнодобывающих компаний, через несколько лет его деятельность расширились до отдельной горнодобывающей компании. Основным инвестором компании Родса стала семья банкиров Ротшильдов, которая финансировала расширение горнодобывающего бизнеса Родса.
В 1883 году компания Сесиля Родса контролировала главное месторождение алмазов ЮАР в Кимберли. De Beers Consolidated Mines была образована в 1888 году путём слияния компаний Барни Барнато и Сесила Родса, к тому времени компания стала единственным владельцем всех активов по добыче алмазов в стране.

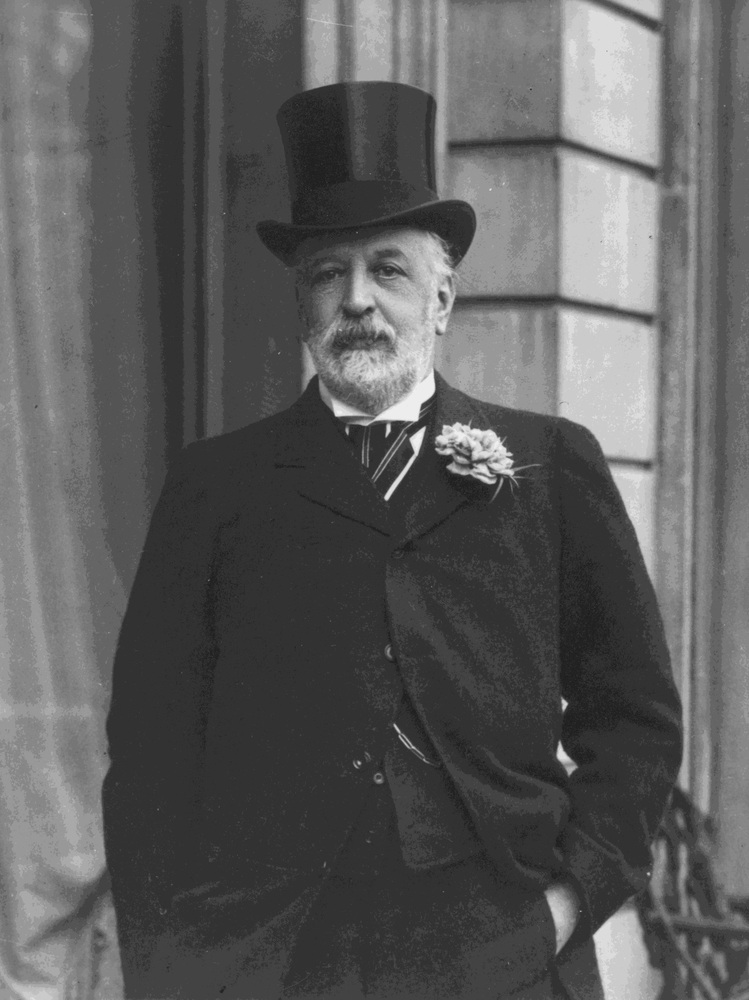
Натан Ротшильд финансировал развитие De Beers

В 1889 году Родс заключил стратегическое соглашение с находившимся в Лондоне Алмазным синдикатом, который согласился закупить фиксированное количество алмазов по согласованной цене, тем самым регулируя производство и поддерживая цены. Соглашение вскоре оказалось очень успешным — например, во время спада торговли 1891–1892 годов поставки были просто сокращены, чтобы поддержать цену.
Вторая англо-бурская война, начавшаяся в 1899 году оказалась сложным временем для компании. Город Кимберли был осаждён сразу же после начала войны, что поставило под угрозу работу алмазных рудников компании. Родс прибыл в город в начале осады, чтобы оказать политическое давление на британское правительство и направить военные ресурсы на снятие осады, а не на более стратегические военные цели. Несмотря на разногласия с военными, Родс предоставил все ресурсы компании в распоряжение защитников города, он занимался производством снарядов и защитных сооружений, для обороны города он предоставил бронепоезд и изготовленную в мастерских компании пушку под названием Long Cecil.

К 1902 году, когда умер Сесил Родс De Beers принадлежало 95% мирового производства алмазов.    

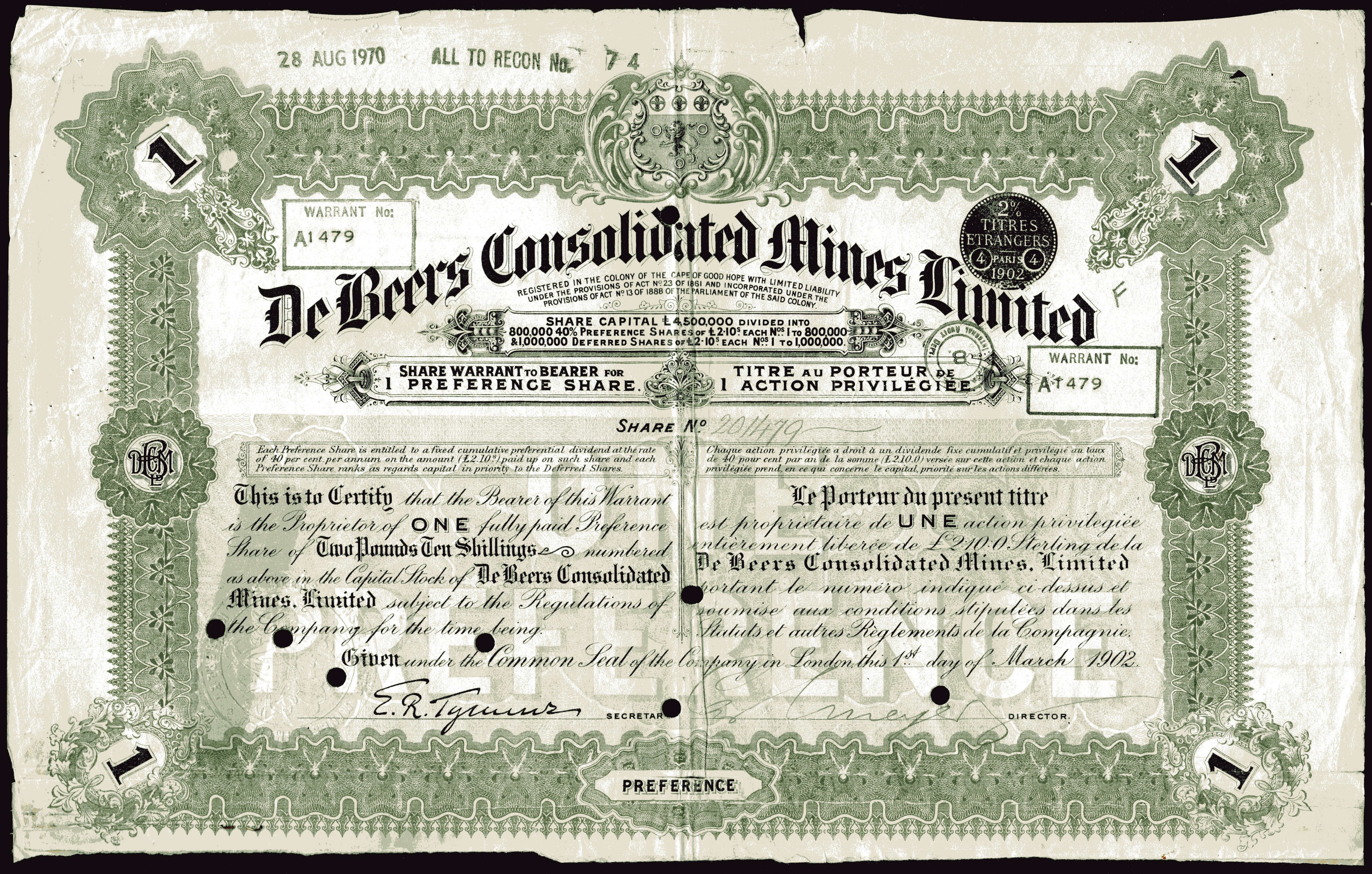
Привилегированная акция De Beers Consolidated Mines Ltd., выпущенная 1 марта 1902 г.

В 1902 году, после окончания войны в ЮАР был открыт алмазный рудник Premier Mine, на котором в 1905 году был добыт алмаз Куллинан — самый большой когда-либо обнаруженный необработанный алмаз в мире. В то время владелец Premier Mine отказался присоединиться к картелю De Beers, а рудник был продан независимым дилерам братьям Бернарду и Эрнесту Оппенгеймерам, что ослабило позиции De Beers.
Фрэнсис Оутс, который возглавил De Beers в 1908 году, пренебрегал угрозами со стороны рудника Premier Mine и добычей алмазов в Германской Юго-Западной Африке, чей объём добычи вскоре сравнялся со всеми рудниками De Beers вместе взятыми.
Немецкий иммигрант Эрнест Оппенгеймер стал одной из самых видных фигур в южноафриканской алмазной и золотой промышленности. Проработав некоторое время экспертом по алмазам, он вошёл в золотодобывающий бизнес, создав AngloAmerican Corporation of South Africa, владеющую доминирующей долей золотых рудников Южной Африки. Величайшей амбицией Оппенгеймера было получить место в совете директоров DeBeers, которая могла предоставить ему наилучшие возможности для расширения влияния в алмазной промышленности. Оппенгеймер постепенно скупал пакеты акций DeBeers всякий раз, когда они выставлялись на продажу, пока, наконец, не стал одним из двух самых значительных акционеров, вторым был Солли Джоэл, его друг и деловой партнёр.

#### Переход De Beers под контроль Оппенгеймера

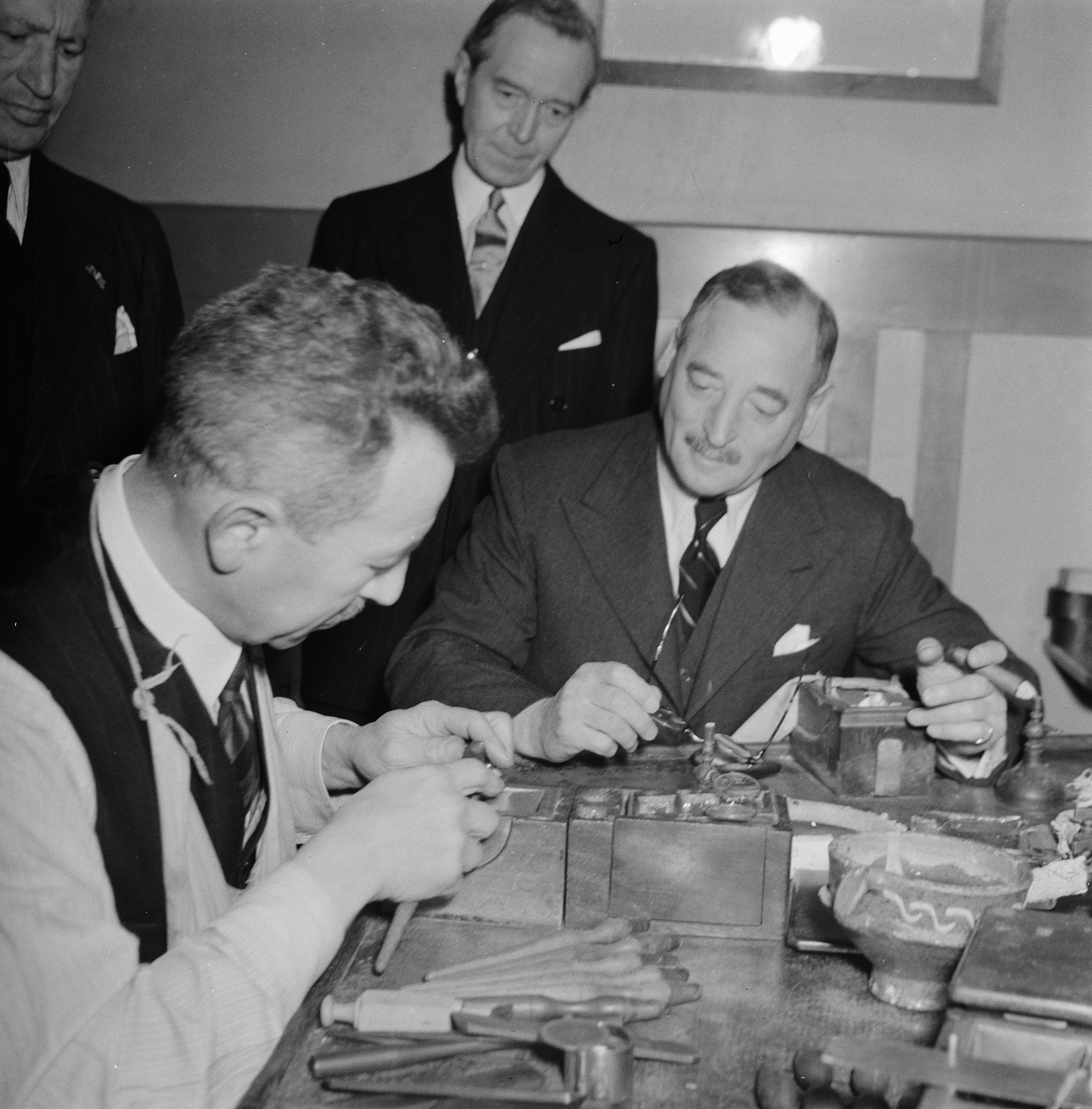
Эрнест Оппенгеймер во время посещения алмазной фабрики в Амстердаме 3 декабря 1945 года

Во время Первой мировой войны Premier Mine был поглощен De Beers, а к 1926 году Эрнест Оппенгеймер купил достаточно акции De Beers чтобы войти в Совет директоров компании, а в 1929 году стал его председателем.
В 1930-х годах компания стала первой в мире использовать для бурения алмазные буры, которые были дешевле и эффективнее дорогих и редких углеродных буров. Золотая лихорадка в Фри-Стейт в то время стала возможной отчасти благодаря этому изобретению, которое позволяло вести глубокое бурение для достижения золотоносных жил.
Вскоре De Beers подписала с банком Ротшильда и рядом других английских банков соглашение об эксклюзивных правах на поставку алмазов, так был создан Лондонский алмазный синдикат, который таким образом уничтожил мелких конкурентов, а компания фактически стала монополистом на мировом рынке добычи алмазов. В начале 1930-х Оппенгеймер сформулировал один из принципов ведения бизнеса, который является актуальным и в современности: «Только ограничивая количество алмазов, поставляемых на рынок, в соответствии со спросом и продавая через один канал, можно поддерживать стабильность алмазной торговли».
Оппенгеймер создал Diamond Corporation, дочерние компании которой занимающиеся добычей и продажей алмазов по всему миру, а в 1933 году он завершил строительство мировой алмазной монополии создав CSO (Central Selling Organisation) — организации, взявшей под контроль процесс обработки и продажи бриллиантов. В то время более 80 процентов алмазов в мире продавались через CSO.
Во время Великой депрессии в 1930-х годах, мировой спрос на алмазы сильно снизился, что заставило De Beers закрыть несколько шахт. Когда спрос на алмазы был на рекордно низком уровне после Великой депрессии, De Beer сократила добычу на 90%.
Чтобы увеличить продажи после Великой депрессии, компания наняла рекламное агентство NW Ayer and Son, которому вскоре удалось убедить американскую общественность ассоциировать алмазы с высоким социальным статусом и романтикой.

#### Рекламная кампания «Бриллиант это навсегда»
Чрезвычайно успешный слоган «Бриллиант это навсегда» (A Diamond is Forever) был придуман NW Ayer в 1947 году. NW Ayer провело для De Beers в одну из самых успешных маркетинговых кампаний в мире. Автор идеи — копирайтер Мэри Фрэнсис Герети. Она не просто краткосрочно повысила продажи рекламируемого продукта, но и кардинально изменила статус рекламируемого товара. Из редкого, элитного объекта бриллиант стал «традиционным» подарком на помолвку сначала на Западе, а затем и во всём мире.
Компания продвигала бриллианты через кино. В частности, слоган этой кампании в изменённом виде использовался в качестве названия фильма «Бриллианты навсегда» из серии о Джеймсе Бонде. Фильм был частично спонсирован De Beers.
Более поздние рекламные кампании связывали алмазы с богатым, комфортным и безопасным пригородным образом жизни, к которому стремились многие американцы в 1950-х годах.

#### Упадок монополии
В мае 1955 года Эрнест Оппенгеймер открыл новую штаб-квартиру, которая объединила управление Anglo American и группы De Beers. В 1957 году после смерти Эрнеста управление De Beers перешли к его сыну Гарри Оппенгеймеру. После к приходу к управлению компанией Гарри, De Beers расширила своё присутствие в нескольких странах по всему миру, включая Канаду, Австралию, Малайзию, Португалию, Замбию и Танзанию.
В 1950-х годах были открыты месторождения алмазов запасов в Австралии, Сибири и Западной Африке, что подорвало монопольное положение компании в поставках алмазов. Гарри Оппенгеймер быстро осознал, какую угрозу это несет, и сосредоточил свои усилия на сохранении власти в дистрибуции через Центральную сбытовую организацию (CSO), маркетинговое подразделение компании.
Во времена апартеида в Южной Африке Оппенгеймер выступал против апартеида, Гарри утверждал, что апартеид препятствует экономическому росту. Несмотря на это De Beers подвергалась критике за получение прибыли в период апартеида. К 1973 году на Anglo и De Beers приходилось 10 процентов валового национального продукта Южной Африки и 30 процентов экспорта страны.
Благоприятный для De Beers режим продлился до 1970-х годов, когда на рынке стали появляться новые страны — производители алмазов: Канада, Австралия, СССР. В тоже время режим апартеида в ЮАР начал терять свои позиции, что сделало присутствие компании не настолько надёжным, как раньше. Тогда же во многих странах — в первую очередь в США — к De Beers стали предъявлять обвинения в нарушении антимонопольного законодательства. На протяжении 1960-х и 1970-х годов De Beers пыталась тайно выйти на алмазный рынок США, но в 1975 году была вынуждена продать свои американские активы, чтобы избежать риска нарушения антимонопольного законодательства.
Начиная с 1960-х годов De Beers попыталась увеличить потребительский спрос на бриллианты, представив ювелирные изделия, предназначенные для особых случаев, таких как годовщины свадьбы («кольцо вечности») и обряды посвящения («сладкая 16-капля»). Бриллиантовый « теннисный браслет», представленный в 1980-х годах, извлек выгоду из моды, которая началась после того, как звезда тенниса Крис Эверт случайно уронила свой браслет на корт во время теннисного матча. В 2001 году De Beers начала продавать «кольцо на правую руку» для одиноких женщин, разработанное как символ независимости и самодостаточности.
По состоянию на 2017 год De Beers продолжает оставаться лидером по стоимости проданных алмазов, с долей на рынке около 37 %, второе место занимает российская АЛРОСА (около 27 %), третье. - австралийская Rio Tinto. Совместно в 2017 году эти три компании контролировали около 70 % мировой добычи алмазов.

## Собственники и руководство
В начале ноября 2011 года было объявлено о договорённости между семьёй Оппенгеймеров и компанией Anglo American plc, в соответствии с которым последняя согласилась купить весь пакет акций Оппенгеймеров (40 %) за 5,1 млрд $.
С 2012 года собственниками компании являются Anglo American (85 %) и правительство Ботсваны (15 %).

## Деятельность
Структура конгломерата DeBeers практически не изменилась с 1930-х годов: дочерние структуры DeBeers скупают алмазы у всех производителей, включая собственные шахты DeBeers, которые обеспечивают около половины общего объема поставок. Каждый год DeBeers определяет общее количество алмазов, которое планируется продать на рынке, а каждому поставщику гарантируется фиксированный процент от общего объема производства, то есть DeBeers обязуется купить определённое количество и продать его через CSO. С производителей, в свою очередь, взимается плата за обработку и маркетинг, которая составляет от 10 до 20 процентов в зависимости от объема покупки и общей ситуации со спросом. CSO служит клиринговой палатой для всей отрасли. Она регулирует количество и цену на рынке. Пакеты алмазов покупаются и продаются стейкхолдерам на торгах, которые проводятся десять раз в год в Лондоне по принципу «бери или уходи». Поскольку посещение CSO остается привилегией, немногие дилеры решаются отказаться от предлагаемого им пакета. Попытка торговаться по поводу количества и цены предлагаемого пакета вполне может привести к тому, что сайтхолдера больше не пригласят.
На рудниках компании в Южной Африке, а также в партнёрстве с правительствами Ботсваны, Намибии и Танзании производит примерно 40 % добываемых в мире алмазов. С 2001 года компания стала работать на розничном рынке бриллиантов и ювелирных изделий (магазинами владеет совместное предприятие с LVMH Moët Hennessy — Louis Vuitton (LVMH) — De Beers Diamond Jewellers).
В мае 2018 года De Beers представила новый бренд ювелирных изделий под названием «Lightbox», изготовленный из синтетических алмазов. Цены на синтетические камни начинаются от 200 долларов за четверть карата и до 800 долларов за целый карат. Новые выращенные в лаборатории алмазы продаются в розницу примерно за одну десятую стоимости природных алмазов. Продажи начались в сентябре 2018 года, синтетические алмазы производятся в Грешаме (штат Орегон), производительность предприятия составляет 500 000 необработанных карат алмазов в год.

## Показатели деятельности
De Beers работает в 25 странах мира. Общая численность персонала — 22,9 тысячи человек, 17 тысяч работают в странах юга Африки.
В 2005 году предприятия De Beers добыли 51 млн каратов алмазов. Выручка в 2008 году повысилась на 0,8% до 6,89 млрд $, чистая прибыль — 90 млн $ (в 2007 убыток 482 млн $).
По итогам 2017 года добыча De Beers составила 33,4 млн каратов алмазов, а совокупный объем продаж достиг 35,1 млн каратов со средней ценой 162 доллара США за карат.
По итогам 2020 года продажи алмазов De Beers упали на треть в сравнении с 2019 годом и в целом до десятилетнего минимума, составив 2,7 млрд $.
Отчётность компании за 2023 год показала падение общей выручки на 36% с 6,62 млрд долл в 2022 году до 4,27 млрд долл в 2023 году, выручка от продажи алмазов снизилась с 6 млрд долл до 3,6 млрд. Падение продаж в 2023 году составило 19% — до 24,68 млн карат с 30,4 млн годом ранее. На фоне падения как объемов реализации, так и средних цен EBITDA сократилась до $72 млн с 1,417 млрд долл годом ранее.